# Office National des Chemins de Fer

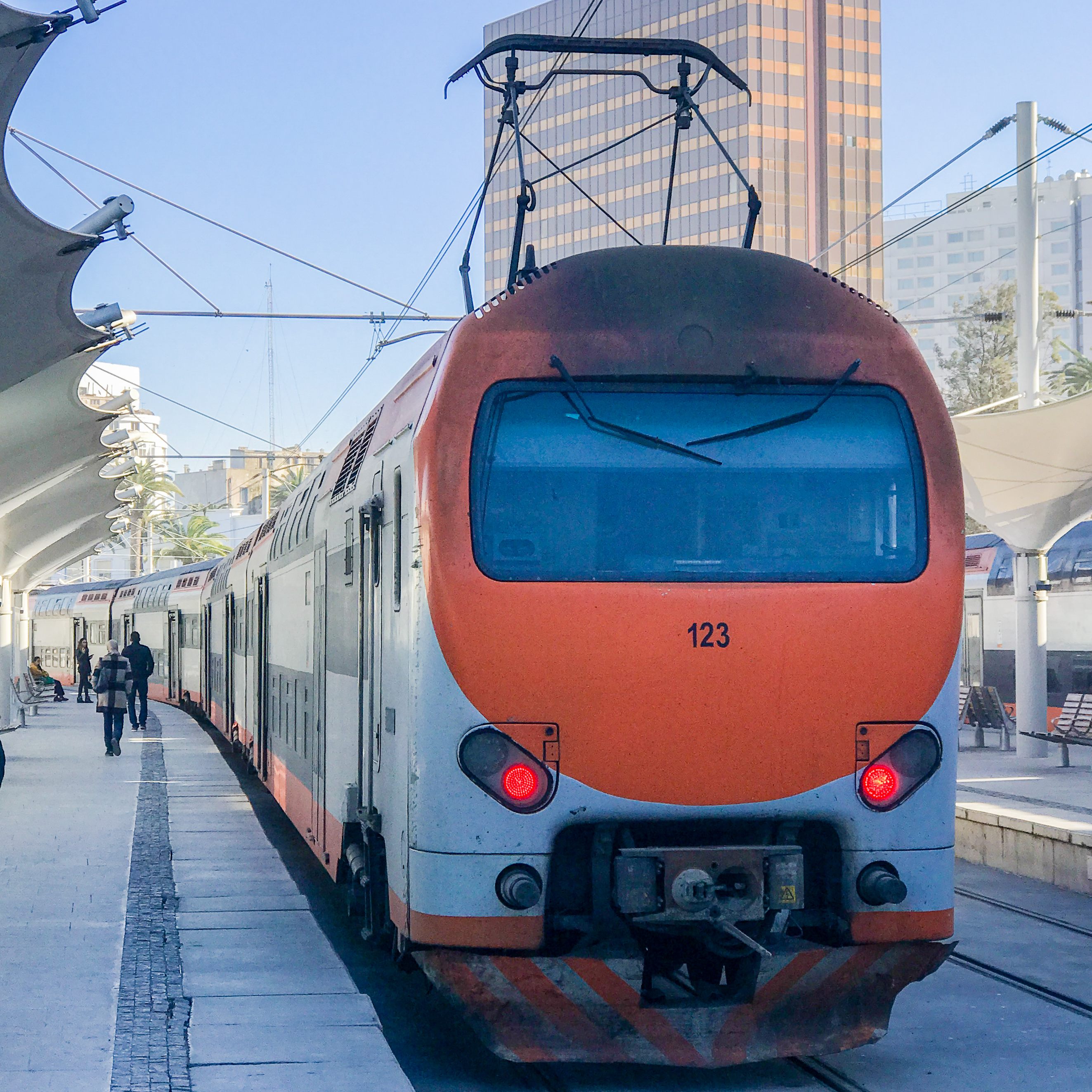
Locomotief voor de hoofdlijn Casa-Port

De Office National des Chemins de Fer (afgekort: ONCF) is de nationale spoorwegmaatschappij van Marokko. De ONCF exploiteert een hoofdnet van ruim 3600 kilometer spoor met meer dan 100 stations.

## Geschiedenis
Tijdens het Franse protectoraat van Marokko ontstonden vanaf 1911 een drietal maatschappijen:
- Compagnie des Chemins de Fer Marocains (CFM) met de lijn: Marrakesh-Oujda
- Tangier-Fez (TF) op het gelijknamige traject
- Compagnie du Maroc Oriental (CMO) op het traject Oujda-Bouarfa.

Na de onafhankelijkheid van Marokko kocht de staat deze drie bedrijven terug en voegde ze in augustus 1963 samen tot het staatsbedrijf Office National des Chemins de Fer Marocain (ONCFM). Onder verantwoordelijkheid van het Ministère de l’Équipement et du Transport is de ONCF een zelfstandig bedrijf volledig in eigendom van de staat.

## Netwerk

spoornet Marokko

### Twee hoofdlijnen
Het hoofdnetwerk is ruim 1900 kilometer in lengte en kent meer dan 100 stations. Het netwerk kan grofweg verdeeld worden in een Noord-Zuidlijn die grotendeels de Atlantische kustlijn volgt, en een Oost-Westlijn in het Noorden.
Dit hoofdnet is grotendeels gelijk aan de drie oorspronkelijke lijnen, al zijn er natuurlijk wel uitbreidingen doorgevoerd en is het hoofdnet geëlektrificeerd.

### Aftakkingen
Tussen de stad Casablanca en de nationale luchthaven is een eigen spoorlijn met een regelmatige pendeldienst.
Ook op de noord-zuidverbinding is een tak naar Oued Zem welke doorgetrokken zal worden naar Beni Mellal in het Atlasgebergte.

### Uitbreidingen

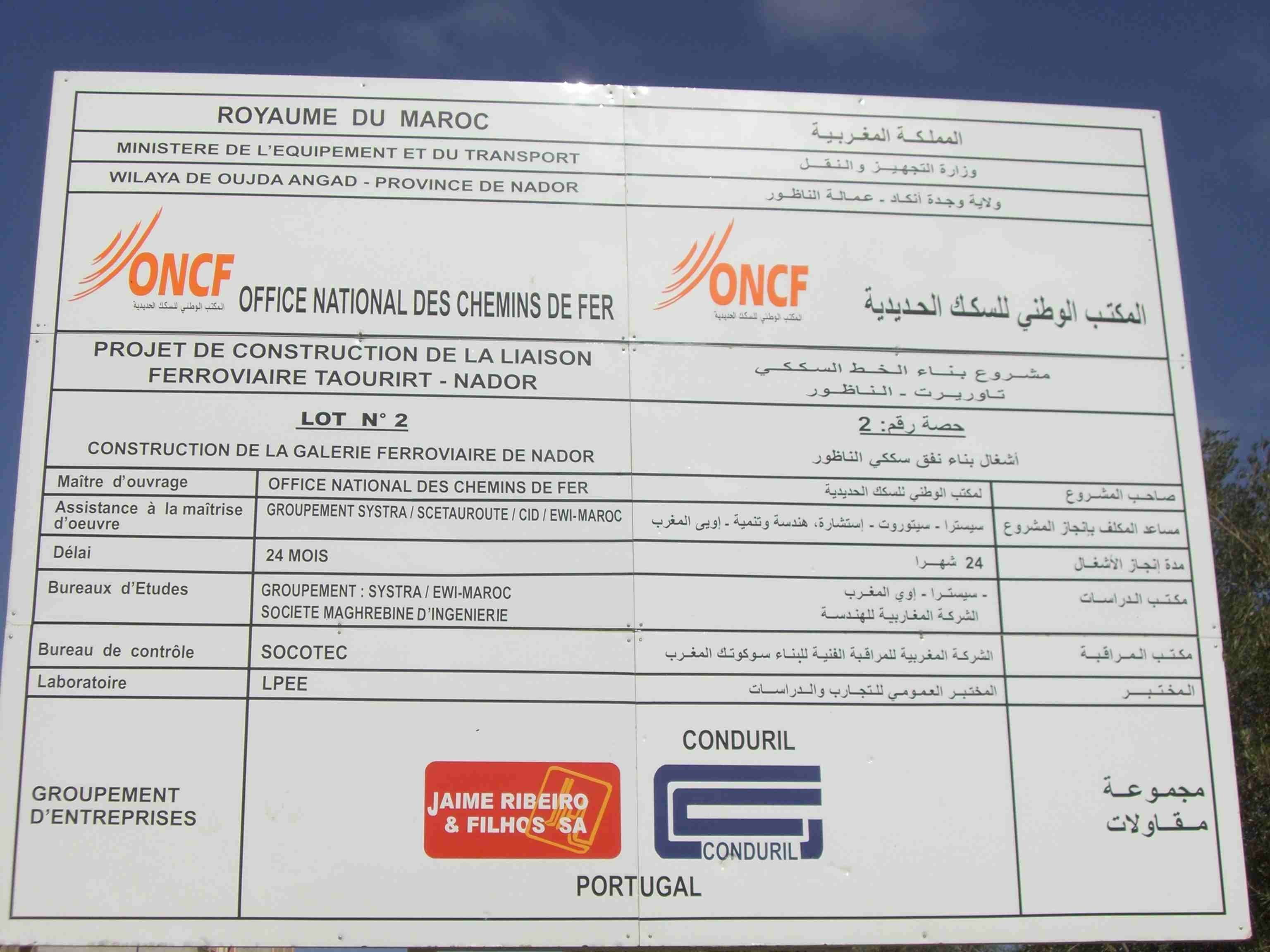
Aanleg tunnel Nador

Vanaf het begin van de spoorwegen in Marokko is Marrakech het eindpunt, maar er zijn plannen om het spoor zuidwaarts te verlengen tot Agadir en later al-Ajoen in de Westelijke Sahara.
Op de Oost-West lijn tussen Fez en Oujda is een tak aangelegd vanaf Taourirt naar Nador. De aanleg van deze lijn is rond 2006 begonnen en is in juli 2009 in gebruik genomen.
De lijn is grotendeels naast de bestaande wegen aangelegd. Taourirt ligt op ongeveer 400 meter hoogte in het Rifgebergte, terwijl Nador aan zee ligt - dus op enkele meters hoogte. Om te grote hellinghoeken te voorkomen worden veel kunstwerken gebouwd en/of volgt de spoorlijn een minder steile route dan de wegen. En om overlast in de stad Nador te beperken is het traject binnen de stadsgrenzen volledig ondergronds aangelegd.
Om de verbindingen tussen de grote steden aan de Atlantische kust met Tanger te verbeteren wordt een binnenbocht aangelegd tussen Kentra en Tanger, zodat niet alle treinen via Meknes hoeven te rijden.
Door de jaren heen zijn er verschillende initiatieven geweest voor de aanleg van een spoorwegtunnel tussen Spanje en Marokko onder de Straat van Gibraltar.

## Hogesnelheidslijnennetwerk
De ONCF heeft een ambitieus plan dat voorziet in 1500 km HSL-lijnen dat rond 2030 volledig gerealiseerd zou moeten zijn. Het plan bestaat uit een ligne atlantique dat het noorden met het zuiden van het land verbindt en een ligne maghrebine dat het oosten met het westen verbindt.
De noordzuidelijke HSL-verbinding Tanger-Casablanca, Al Boraq genaamd, is in 2018 geopend door koning Mohammed VI van Marokko en Franse president Emmanuel Macron. Er zijn ook plannen om Al Boraq uit te breiden van Casablanca naar Marrakesh en de havenstad Agadir in het noorden.
Voor de oostwestelijke lijn, die hoofdstad Rabat moet gaan verbinden met de stad Fez is in 2022 een haalbaarheidsonderzoek afgerond. Deze lijn zou op termijn ook doorgetrokken moeten worden naar Oujda, aan de grens met Algerije.

## Cijfers
De omzet van de ONCF is de afgelopen jaren groeiend. Naast passagiersvervoer was ook de vervoerde vracht per spoor groeiend, maar na 2006 is de omvang van het vrachvervoer gedaald, waaronder het transport van fosfaten. Deze daling wordt veroorzaakt door de economische recessie in het land. De totale inkomsten uit het spoorvervoer bedroegen voor 2009 2,7 miljard dirham. In 2022 bedroeg de winst van de ONCF 4,57 miljard dirham, een grote winst vergeleken met het jaar ervoor: in 2021 bedroeg de winst 3,96 miljard dirham. Vergeleken met 2009 is ook het aantal passagiers enorm gestegen, inmiddels al 45,9 miljoen.
| Item                                        | 2009   | 2008   | 2007   | 2006   | 2005   | 2004   | 2003   |
| ------------------------------------------- | ------ | ------ | ------ | ------ | ------ | ------ | ------ |
| Reizigers kilometers in miljoenen kilometer | 4190   | 3820   | 3658   | 3333   | 2987   | 2645   | 2374   |
| Passagiers miljoenen                        | 29,6   | 27.5   | 26,1   | 23,6   | 21,0   | 18,5   | 16,5   |
| Vracht getransporteerde tonnen              | 25.000 | 30.703 | 35.859 | 34.851 | 34.911 | 32.901 | 30.552 |
| Vracht miljoen ton kilometers               | 4110   | 4986   | 5794   | 5827   | 5919   | 5563   | 5146   |